# Facino Cane

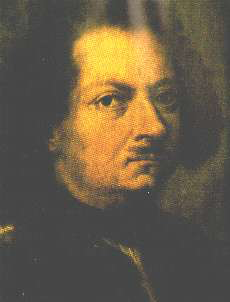
Facino Cane

Bonifacio Cane, zwany Facino Cane (ur. w 1360 w Pawii, zm. w 1412) – kondotier włoski.
Pochodził ze szlacheckiej rodziny z Casale Monferrato. Sztuki żołnierskiej nauczył się, walcząc w Neapolu po stronie Ottona z Brunszwiku przeciw Karolowi z Durazzo w 1382. W wieku 26 lat był kondotierem rodziny Scaligeri, a później Carraresi. W 1387 był kondotierem na służbie markiza Monferrato, gdzie podlegało mu 400 konnych. Służba ta nie trwała długo, bo powrócił do Carraresich, a następnie, w 1401 stał się kondotierem Viscontich. Najciekawsze są lata 1391–1394 i 1396–1397, kiedy to walczył przeciwko rodowi Savoia i Acaia po stronie Teodora II z Monferrato.
Motyw, który skłaniał go do walki, był bardzo prozaiczny. Była to chęć wzbogacenia się. Dlatego też często zachowanie jego i żołnierzy bywało wyjątkowo okrutne. Z tego powodu Teodor z Monferrato nie chciał brać odpowiedzialności za czyny Facino. Od 1400, będąc już znanym dowódcą wojskowym, zaczął odnosić sukcesy polityczne. Został seniorem Borgo San Martino, a w 1402, po śmierci Gian Galeazzo Viscontiego właściwie kontrolował księstwo Mediolanu. Do jego osobistych posiadłości w 1404 należały Alessandria, Novara i Tortona.
Zmarł w Pawii. Wdowa po nim, Beatrice di Lascaris, poślubiła Filipa Marię Viscontiego, który w ten sposób przejął miasta, skarb i żołnierzy Facino.